# Народна антикризна управа
Народна антикризна управа (НАУ, блр. Народнае Антыкрызіснае Упраўленне) је недржавно представничко тело белоруске опозиције, чија је сврха, како се декларише, обезбеђивање стабилности у Белорусији ако противници власти успеју да постигну оставку председника Белорусије Александра Лукашенка. НАУ сарађује са Координационим саветом белоруске опозиције и седиштем „националног лидера“ Светлане Тихановске. НАУ позива најбоље особље међу грађанима Белорусије са искуством у државној, пословној и јавној управи, као и антикризном управљању за заједничке акције за превазилажење кризе. Овлашћења НАУ престају даном ступања на дужност новог председника Белорусије.

## Историја
Дана 26. октобра 2020. године члан Президијума Координационог савета белоруске опозиције Павел Латусхко најавио је стварање Народне антикризне управе  , која ће, према његовим речима, бити дизајнирана да обезбеди почетак преговора и стабилност у Белорусији током транзиције власти у демократске снаге.
Дана 6. новембра Павел Латушко најавио је да ће белоруска опозиција позвати стране државе да престану да сарађују са белоруским властима и започну кривично гоњење кривих за насиље над белоруским грађанима.
Дана 11. новембра НАУ је објавио два сценарија за транзит власти у Белорусији.
Дана 14. новембра НАУ  је објавио податке из интерних извештаја Министарства унутрашњих послова Републике Белорусије о броју притворених и броју протокола о административним прекршајима у Белорусији од августа. Наводи се да је у периоду од 9. августа до 3. новембра у Белорусији било заточено више од 25.800 људи због „кршења закона о масовним догађајима и чињења других кривичних дела током њиховог одржавања“. У исто време, запослени у Министарству унутрашњих послова саставили су више од 24 хиљаде извештаја о управним прекршајима.
НАУ, заједно са иницијативом БИПОЛ (удружење бивших запослених у белоруским полицијским структурама), спроводили су пројекат који је касније назван „Обједињена књига регистрације криминала“ (УЦРП) 1. децембра 2020. године одржана је презентација пројекта.
Дана 9. фебруара 2021. НАУ Светлана Тихановскаја објавила је отворену стратегију за победу Белоруса. Ова стратегија обједињује акције свих демократских снага: канцеларије и кабинета Светлане Тихановске, Координационог савета, Народног антикризног директората, седишта Тсепкало и партнерских иницијатива. Као део свеукупне стратегије, НАУ предлаже план за ослобађање Белорусије Архивирано на веб-сајту  (22. мај 2021) у две фазе.
Осигурати мирно извршење функција од стране нелегитимних власти.
Стабилизација система управљања земљом након преноса власти на народ.

### Отклањање узрока кризе и припрема за Лукашенкову оставку
- Заштита грађана од репресије.
- Извођење пред лице правде одговорних за насиље и фалсификовање.
- Интеракција са међународним организацијама за хапшење средстава која су илегално повукли из земље особе повезане са режимом.
- Формирање листе компанија повезаних са финансирањем режима за примену економских санкција.
- Помагање међународним организацијама у ширењу списка лица за личне санкције.
- Подршка мирним протестима, штрајкачким покретима и другим облицима локалне самоорганизације.
- Противљење пропаганди.

### Припрема државних институција за прелазни период
- Подршка осетљивим групама становништва.
- Кадровска реформа владе током периода стабилизације.
- Систем мера за обнављање закона и реда.
- 10 корака за стабилизацију и обнову економског раста.
- Обнављање спољне политике и спољне економске сарадње.
- Обезбеђивање функционисања друштвених сфера.

Економски и финансијски план ( веб страница Архивирано на веб-сајту  (22. мај 2021) на русском jезику )
План правде ( веб страница Архивирано на веб-сајту  (22. мај 2021) на русском jезику)
План реформе унутрашњих послова ( веб страница Архивирано на веб-сајту  (22. мај 2021) на русском jезику)
Спољнополитички план ( веб страница Архивирано на веб-сајту  (22. мај 2021) на русском jезику )
Регионални развојни план ( веб страница Архивирано на веб-сајту  (22. мај 2021) на русском jезику )
План реформе спортске индустрије ( веб страница Архивирано на веб-сајту  (22. мај 2021) на русском jезику)
- Заштита грађана од репресија;
- извођење пред лице правде кривих за насиље и фалсификовање изборних резултата;
- интеракција са међународним организацијама за хапшење средстава која су илегално повукли из земље особе повезане са режимом;
- формирање листе компанија повезаних са финансирањем режима за примену економских санкција;
- помоћ међународним организацијама у ширењу списка лица за личне санкције;
- подршка мирним протестима, штрајкачком покрету и другим облицима локалне самоорганизације;
- подршка рањивим сегментима становништва;
- кадровска реформа владе током периода стабилизације;
- обнављање закона и реда;
- стабилизација и опоравак економског раста;
- обнављање спољне политике и спољне економске сарадње;
- обезбеђивање функционисања друштвених сфера.

## Чланови НАУ
| Име                                 | Слика | Положај                                                                                      |
| ----------------------------------- | ----- | -------------------------------------------------------------------------------------------- |
| Павел Павлович Латушко блр.         |       | Руководилац Народне антикризне управе Члан Президијума Координационог савета                 |
| Економија и финансије               |       |                                                                                              |
| Бури Евгени Васиљиевич              |       | Одговоран у НАУ за економију и финансије                                                     |
| Николај Прокофјев Васиљевич         |       | Одговоран за пословну подршку и развој, побољшање инвестиционе климе                         |
| Стручњак                            |       | Одговорна особа за аналитику                                                                 |
| Слободно                            |       | Одговорна особа за планирање буџета                                                          |
| Слободно                            |       | Одговорна особа за фискални систем                                                           |
| Слободно                            |       | Одговорна осба за управљање државном имовином                                                |
| Спољна политика и трговина          |       |                                                                                              |
| Анатолиј Анатољевич Котов блр.      |       | Одговоран у НАУ за спољну политику и трговину                                                |
| Владимир Аркадијевич Астапенко блр. |       | Одговоран у НАУ за мултилатералну дипломатију                                                |
| Ивачев Александер Викторович        |       | Одговоран у НАУ за рад са градовима побратимима                                              |
| Слободно                            |       | Одговорна особа за сарадњу са Русијом, ЗНД, ЕАЕУ, ОДКБ                                       |
| Слободно                            |       | Одговорна особа за сарадњу са ЕУ, САД, Канадом, Кином, Великом Британијом и Украјином        |
| Слободно                            |       | Одговорна особа за сарадњу са Белорусима у иностранству                                      |
| Питања правосуђа                    |       |                                                                                              |
| Михаил Валеријевич Кириљук блр.     |       | Одговоран у НАУ за питања правосуђа                                                          |
| Проскалович Артем Евгенијевич       |       | Одговоран у НАУ за питања законодавства у области уставне изградње                           |
| Слободно                            |       | Одговорна особа за интеракцију са истражним и тужилачким органима                            |
| Слободно                            |       | Одговорна особа за интеракцију са правосудним системом                                       |
| Питања безбедности                  |       |                                                                                              |
| Вадим Прокопијев блр.               |       | Одговоран у НАУ за безбедносна питања, Министарство унутрашњих послова, Министарство одбране |
| Светлана Хиљко                      |       | Одговорна у НАУ за интеракцију са системом Министарства унутрашњих послова                   |
| Слободно                            |       | Одговорна особа за интеракцију са системом Министарства одбране                              |
| Социјална политика                  |       |                                                                                              |
| Слободно                            |       | Одговорна особа за социјалну политику                                                        |
| Кривошејев Вадим                    |       | Одговоран у НАУ за омладинску политику и спорт                                               |
| Задерковскаја Натальа Ивановна      |       | Одговорна у НАУ за културу и национално наслеђе                                              |
| Слободно                            |       | Одговорна особа за образовање, науку и здравство                                             |
| Регионални развој                   |       |                                                                                              |
| Jуриj Иванович Губаревич блр.       |       | Одговоран у НАУ за регионални развој                                                         |
| Слободно                            |       | Одговорна особа за развој територијалне самоуправе                                           |
| Координатори                        |       |                                                                                              |
| Jелена Живоглод блр.                |       | Координатор НАУ                                                                              |
| Паршуто Максим                      |       | Координатор спољне комуникације                                                              |
| Слободно                            |       | Координатор за интерну комуникацију                                                          |
|                                     |       |                                                                                              |
| Олга Александровна Ковалкова блр.   |       | Одговорна за координацију са Координационим саветом и седиштем Светлане Тихановске           |
| Усов Павел                          |       | Политички саветник                                                                           |

## Гледајте такође
- Обједињена књига регистрације кривичних дела